# Malachra
Malachra es un género con 30 especies de plantas con flores perteneciente a la familia  Malvaceae. Es originario de Centroamérica. 

## Descripción
Son hierbas o sufrútices, a veces puberulentos, generalmente híspidos o con tricomas urticantes. Hojas simples o palmatilobadas, agudas, acuminadas u obtusas en el ápice, truncadas o subcordadas en la base, serradas o crenadas, generalmente pubescentes. Inflorescencias cabezuelas bracteadas, axilares o terminales, brácteas anchamente cordado-ovadas, en la base con nervios prominentes muchas veces alternando con áreas blanquecinas, en otras partes verdes, sésiles; calículo ausente (excepto en M. radiata); cáliz pequeño, 5-lobado; corola blanca, amarilla o lila. Frutos esquizocárpicos, glabros, carpidios 5, lisos; semillas 1 por carpidio, glabras.

## Taxonomía
El género fue descrito por Carlos Linneo y publicado en Systema Naturae, ed. 12 2: 450 - 458, en el año 1767. La especie tipo es Malachra capitata (L.) L.

## Especies seleccionadas
- Malachra alaeaefolia
- Malachra alceaefolia
- Malachra berterii
- Malachra bracteata
- Malachra capitata (L.) L. - malva mulata de Cuba[2]
- Malachra ciliata
- Malachra conglomerata
- Malachra cordata
- Malachra digitata
- Malachra diversifolia